# Тюменская городская Дума
Тюменская городская Дума — представительный орган местного самоуправления города Тюмени.

## Порядок формирования
Тюменская городская Дума состоит из 36 депутатов, избираемых всем населением города Тюмени на срок пять лет.
Выборы депутатов Тюменской городской Думы проводятся по мажоритарно-пропорциональной (смешанной) избирательной системе, при этом 26 депутатов избираются по мажоритарной избирательной системе по одномандатным избирательным округам, схема которых утверждается на заседании городской Думы, а другие 10 депутатов — по единому избирательному округу между списками кандидатов, выдвинутыми избирательными объединениями (партиями), пропорционально числу голосов избирателей, полученных каждым из списков кандидатов.

## Фракции
В Тюменской городской Думе представлены четыре парламентские партии: 
«Единая Россия» - 26 депутатов
ЛДПР - 4 депутатов
КПРФ - 2 депутата
«Справедливая Россия» - 2 депутата

## История
Городская дума в качестве органа городского самоуправления появилась в 1790 году, в рамках изданной императрицей Екатериной II в 1785 году «Жалованой грамоты городам». Согласно ей, Дума состояла из городского Головы и гласных (представителей) от шести разрядов (купцы трёх гильдий; ремесленники, записанные в цехи; иностранцы и иногородние; именитые граждане; посадские люди и «настоящие городские обыватели» — владельцы недвижимости из дворян, чиновников, духовенства).
В 1870 году в рамках городской реформы Александра II вводились выборы в городскую Думу. Она избиралась один раз в 4 года. Избиратели были ограничены определённым имущественным цензом. Городской голова избирался из числа гласных путем тайного голосования.
После октябрьской революции Дума была распущена, а вся полнота законодательной и исполнительной власти перешла к Тюменскому городскому Совету рабочих и солдатских депутатов. Руководил им председатель горисполкома. Тюменский городской Совет вёл свою деятельность в сессионном порядке.
Тюменская городская Дума вновь была образована после роспуска советов согласно указу президента РФ № 1400 в 1994 году. Выборы в Думу I созыва прошли в два тура (в марте и в мае 1994 года).

## Структура
Структура городской Думы определяется на первом заседании после избрания нового созыва. Структура Тюменской гордумы VII созыва:
- Председатель гордумы
- Заместитель председателя гордумы
- Аппарат городской думы
- Постоянная комиссия по бюджету, налогам и финансам
- Постоянная комиссия по социальной политике и городскому самоуправлению
- Постоянная комиссия по экономической политике и жилищно-коммунальному хозяйству
- Постоянная комиссия по градостроительству и земельным отношениям

## Руководители

### Секретари
- 1994—1996 — Катаева, Лариса Петровна
- апрель 1996 — сентябрь 1997 — Сметанюк, Сергей Иванович

### Председатели
- сентябрь 1997 — август 2000 — Сметанюк, Сергей Иванович
- сентябрь 2000 — 11 декабря 2011 — Медведев, Сергей Михайлович
- 28 февраля 2012 — 9 сентября 2018 — Еремеев, Дмитрий Владимирович
- 8 октября 2018 - 9 октября 2023 — Заболотный, Евгений Борисович
- с 9 октября 2023 года - Иванова, Светлана Владимировна